# RICYT
La Red de Indicadores de Ciencia y Tecnología -Iberoamericana e Interamericana- (RICYT) es una institución que busca promover el desarrollo de instrumentos para la medición y el análisis de la ciencia y la tecnología en Iberoamérica. Tiene su sede en Buenos Aires, Argentina. 

## Historia
La Red de Indicadores de Ciencia y Tecnología -Iberoamericana e Interamericana- (RICYT), fue creada a instancias de una propuesta surgida en el marco del Primer Taller Iberoamericano sobre Indicadores de Ciencia y Tecnología, realizado en Argentina a fines del año 1994. El inicio formal de sus actividades fue en abril de 1995, luego de ser adoptada por el Programa Iberoamericano de Ciencia y Tecnología para el Desarrollo (CYTED) como red iberoamericana y por la Organización de Estados Americanos (OEA) como red interamericana. 
Actualmente la RICYT cuenta como principal sostén a la Organización de Estados Iberoamericanos (OEI).
La RICYT participa como miembro observador del Grupo NESTI, de la Organización para la Cooperación y el Desarrollo Económico (OCDE). Asimismo, se trabaja en conjunto con otros organismos internacionales, tales como el Instituto de Estadística de la UNESCO, el Banco Interamericano de Desarrollo (BID), la Comisión Económica para América Latina y el Caribe (CEPAL), la Secretaría Ejecutiva del Convenio Andrés Bello (SECAB), el Caribbean Council for Science and Technology (CCST) y la Comisión para el Desarrollo Científico y Tecnológico de Centro América y Panamá (CTCAP).

## Objetivos
El objetivo general de la Red es: "Promover el desarrollo de instrumentos para la medición y el análisis de la ciencia y la tecnología en Iberoamérica, en un marco de cooperación internacional, con el fin de profundizar en su conocimiento y su utilización como instrumento político para la toma de decisiones".
Además, tiene cinco objetivos específicos, que son:
- Diseñar indicadores para la medición y análisis de la ciencia, la tecnología y la innovación en los países de Iberoamérica.
- Facilitar la comparabilidad y el intercambio internacional de información sobre ciencia, tecnología e innovación.
- Realizar reuniones internacionales en torno a los temas prioritarios de la red.
- Publicar información, trabajos de investigación y análisis de indicadores, y procesos de información sobre ciencia, tecnología e innovación.
- Capacitar y entrenar especialistas en estadísticas e indicadores de ciencia, tecnología e innovación.

## Participantes
En las actividades coordinadas por RICYT participan distintas instituciones y organismos nacionales de ciencia y tecnología de los países de América y de la península ibérica. En la actualidad, la RICYT recopila indicadores suministrados por 28 de los países participantes. 
En las actividades desarrolladas también participan universidades, agencias e institutos nacionales de estadística, así como organismos privados sin fines de lucro relacionados con la producción de indicadores de ciencia y tecnología en el mundo.

## Indicadores
Actualmente la RICYT produce más de cien indicadores comparativos, sobre la base de la información producida por los países participantes. La red brinda el acceso a indicadores de contexto, indicadores de insumo con información sobre los recursos financieros y humanos dedicados a la ciencia y la tecnología, graduados en educación superior, indicadores de patentes, indicadores bibliométricos e indicadores de innovación.